# 류신 (고려)
류신(柳伸, ? ~ 1104년)은 고려의 문신이자 서예가이다. 본관은 전주(全州)이며, 초명은 인(仁)이다.

## 생애
체구는 작았으나 담략이 있었다. 젊어서 과거에 급제하였고, 청렴과 근신으로 이름이 높았다. 일찍이, 기거사인(起居舍人)을 거쳐 청주목사가 되었는데 정치를 잘하였다.
1087년(선종 4) 예빈소경(禮賓少卿)으로 고주사(告奏使)가 되어 요나라에 다녀왔고, 1093년에는 공부시랑으로 사은부사(謝恩副使)가 되어 송나라로 가서 『책부원구(冊府元龜)』를 가져왔다. 이어 급사중지주사(給事中知奏事)를 거쳐 1101년(숙종 6) 예부상서 동지추밀원사 한림학사승지(禮部尙書同知樞密院使翰林學士承旨)에 임명되고, 1103년에는 좌복야 정당문학(左僕射政堂文學)에 올랐다. 문종에서 숙종까지 5대를 섬기면서 벼슬은 상서우복야(尙書右僕射)·정당문학(政堂文學)에 이르렀다.
조정에서 남경(南京)으로의 천도운동이 거론되었을 때 적극적으로 반대하였다.
서예에 뛰어나 김생(金生)·최우(崔瑀)·탄연(坦然) 등과 함께 신품사현(神品四賢)으로 일컬어지며, 특히 행서와 초서를 잘 썼다.
전라남도 순천(順天)에 있는 송광사(松廣寺)의 불일보조국사탑비(佛日普昭國師塔碑)를 썼다. 1104년 별세하자 참지정사(參知政事)를 추증하였다. 시호는 충신(忠愼)이다.